# Acces secvențial

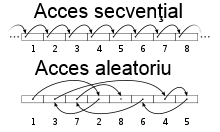
Comparație între accesul secvențial și accesul aleatoriu

În tehnologia informației, accesul secvențial, spre deosebire de accesul aleatoriu, este o metodă de înregistrare și regăsire a informației, în care timpul necesar memorării sau citirii datelor depinde de poziția datei solicitate și a datei adresate anterior. E întâlnit frecvent la memoriile cu propagare și la cele cinematice. De exemplu, în cazul utilizării benzii magnetice datele sunt disponibile în ordinea secvențială, pe măsură ce banda se deplasează prin dreptul dispozitivului magnetic de scriere sau citire a informației.